# Fujio Akatsuka
Fujio Akatsuka (赤塚 不二夫, Akatsuka Fujio, Rehe, 14 September 1935 – Tokio, 2 augustus 2008) was een mangaka. Als pionier staat hij bekend als de koning van de manga.
Akatsuka werd geboren in Luanpink te Rehe in Mantsjoerije. Hij was de zoon van een officier van de Japanse militaire politie. Na Wereldoorlog II groeide Akatsuka op in Niigata en Nara. Toen hij negentien werd, verhuisde hij naar Tokio.
Alvorens mangaka te worden, werkte Akatsuka in een chemiefabriek. In deze periode tekende hij reeds manga. Later accepteerde Tokiwa-so hem. Hij begon zijn carrière als shojo tekenaar. In 1958 werd zijn Nama-chan (ナマちゃん) een grote hit. Dit inspireerde hem om zich volledig toete leggen op komische strips. In 1964 won hij de Shogakukan Manga-prijs voor Osomatsu-kun. De Bungeishunju Manga Prijs kreeg hij in 1971 voor Tensai Bakabon.
In 1965 stichtte Akatsuka zijn eigen bedrijf: "Fujio Productions Ltd.". In 2000 tekende hij braille manga voor de blinden.
In april 2002 werd Akatsuka opgenomen in het ziekenhuis vanwege een intracerebraal hematoom. Tussen 2004 en zijn dood in 2008 bevond hij zich regelmatig in een vegetatieve toestand. In juli 2006 overleed zijn tweede echtgenote Machiko plots aan een subarachnoïdale bloeding. Op 2 augustus 2008 volgde Akatsuka zelf: hij stierf aan een longontsteking in een ziekenhuis te Bunkyo, Tokio.
Akatsuka haalde inspiratie bij het werk van Buster Keaton en uit MAD Magazine. Veel van zijn manga hadden personages in bijrollen die later steeds populairder worden en zelfs het succes van hun hoofdpersonages overstegen. Enkele voorbeelden zijn Papa (Tensai Bakabon), Iyami, Chibita (Osomatsu-kun) en Nyarome (Moretsu Ataro).

## Werkselectie
- Tensai Bakabon (天才バカボン)
- Osomatsu-kun (おそ松くん)
- Himitsu no Akko-chan (ひみつのアッコちゃん)
- Mōretsu Atarō (もーれつア太郎)
- Groove High
- Groove High: a la mode
- Let's La Gon (レッツラゴン)
- Shinigami dēsu (死神デース)
- Makasete Chōta (まかせて長太)
- Mechakucha NO. 1 (メチャクチャNO.１)
- The Great Stupid Detective Kogoro Wakuchi (はくち小五郎))
- Ōsensei o yomu. (大先生を読む。)
- Nora gaki (のらガキ)
- Shōnen furaidē (少年フライデー)
- Nama-chan (ナマちゃん)
- Bukkare* dan (ぶっかれ*ダン)
- Oni keibu (鬼警部)
- Hen'na kocha n (変な子ちゃん)
- Tamanegi Tama-chan (たまねぎたまちゃん)
- BC Adam (BCアダム)
- Otchan (オッチャン)
- Ore wa geba tetsu (おれはゲバ鉄)
- Chibi don (ちびどん)
- Kazenokarappe (風のカラッペ)
- Tsuman'nai kocha n (つまんない子ちゃん)
- Ota Suke-kun (おた助くん)
- Ken-shi Ken-saku (建師ケン作)
- Yattekita zuru-chō (やってきたズル長)
- Zen'nihon pūtarō ikka (全日本プータロー一家)
- Kuso baba a (クソばばあ)
- Kyōken torokkī (狂犬トロッキー)
- Kāchan NO. 1 (母ちゃんNO.1)
- Hata bō to wanpei (ハタ坊とワンペイ)
- Surirā kyōju (スリラー教授)
- Wan paku tenshi (enzeru) (わんぱく天使（エンゼル）)
- Ki kanpo gen-chan (きかんぽげんちゃん)
- Kanpo moto-chan (カンポ元ちゃん)
- Son go-kun (そんごくん)
- Yūrabumī-kun (ユーラブミーくん)
- Jaja-ko-chan (ジャジャ子ちゃん)
- Hippī-chan (ヒッピーちゃん)
- Hen'nakochan (へんな子ちゃん)
- Mojamoja oji-chan (モジャモジャおじちゃん)
- Babachi sensei (ババチ先生)
- Kibi mama-chan (キビママちゃん)
- O Hana-chan (おハナちゃん)
- MR. Masashi (MR.マサシ)
- Matsuge-chan (まつげちゃん)
- Oh! Geba Gaba (Oh！ゲバゲバ)
- Circus Jin Ta (サーカスジン太)
- Abekobe 3-banchi (あべこべ3番地)
- Kan Tarō (カン太郎)
- Kongu oyaji (コングおやじ)
- Bakumatsu chin inu-gumi (幕末珍犬組)
- Waruwaruwārudo (ワルワルワールド)
- Yarasete ojisan (ヤラセテおじさん)
- Romeo to jurī (ロメオとジュリー)
- Matsuo-ba 蕉 (松尾馬蕉)
- Fujio no gyagu ariki (不二夫のギャグありき)
- Piyo 13-sei (ピヨ13世)
- Hana no kiku Chiyo (花の菊千代)
- Neko no ōya-san (ネコの大家さん)
- Nyan'nyan'nyanda (ニャンニャンニャンダ)
- Nigeroya nigero (逃げろや逃げろ)
- Niguruma Kentarō (荷車権太郎)
- Tokio to kakeru (TOKIOとカケル)
- Tensai bakabon no oyaji (天才バカボンのおやじ)
- Chibita (チビ太)
- Tatoru-kun (タトルくん)
- Gag Guerrilla (ギャグゲリラ)
- Kuhei to nē-chan dōji shūroku aoimoku no Yuki (九平とねえちゃん　同時収録　青い目の由紀)
- GC Nyaromé! (GCニャロメ！)
- Kai-kyū man (怪球マン)
- Obakasan endō shūsaku “obakasan” yori (おバカさん　遠藤周作『おバカさん』より)
- Ojisan wa pāsūman (おじさんはパースーマン)
- Ijiwaru jīsan (いじわる爺さん)
- Animaru taisen (アニマル大戦)
- Atarō bangai hana no dekoppachi (ア太郎番外　花のデコッ八)
- Caster (キャスター)
- O-chan's Eleven Friends (オーちゃんと11人のなかま)
- Mame-tan (まめーたん)

## Assistenten
- Kunio Nagatani
- Mitsutoshi Furuya
- Kenichiro Takai
- Takao Yokoyama
- Ken'ichi Kitami
- Kazuyoshi Torii
- Yoshiko Tsuchida
- Tsutomu Adachi
- Don Sasaki
- Shohei Kizaki
- Keiji Terashi
- Kawaguti Masashi
- Koji Oikawa
- Kiri Mitsunori
- Kondo Yosuke
- Shiiya Mitsunori
- Yumi Nakano
- Yuki Hiroyo
- Akira Saito
- Jinichi Tokisato

- Biblioteca Nacional de España: XX4950005
- CiNii: DA02918358
- Gemeinsame Normdatei: 1028921950
- International Standard Name Identifier: 0000 0001 1698 3994
- Library of Congress Control Number: n84112674
- MusicBrainz: 59d93f81-2fd5-4fa7-8b5e-8fe3c8378968
- Bibliotheek van het Japanse parlement: 00001097
- Nederlandse Thesaurus van Auteursnamen: 252030109
- Système universitaire de documentation: 26095568X
- Virtual International Authority File: 110065947
- WorldCat: E39PBJvmKYrGQWk6XM7B838Qv3